# La Opinión (Buenos Aires)
La Opinión fue un diario argentino fundado en 1971 por Jacobo Timerman, quien también había creado la revista Primera Plana. Su primera edición fue el 4 de mayo de 1971, su formato tabloide se inspiró en Le Monde francés.

## Historia
La Opinión surgió como un diario opositor.
«El diario para la inmensa minoría», como proclamaba la campaña publicitaria (eslogan creado por Pedro Orgambide, conocido escritor y publicitario, viejo amigo de Timerman), comenzó a publicarse el 4 de mayo de 1971, durante la dictadura de Alejandro Agustin Lanusse. La preparación periodística corrió a cargo de Jacobo Timerman (director), Julio Algañaraz, (subdirector), Horacio Verbitsky y Juan Carlos Algañaraz (secretarios de redacción). Sin ocultar jamás la inspiración en el célebre diario francés Le Monde, Timerman fijó las pautas editoriales: «a la derecha en economía, centristas en política, y a la izquierda en cultura».
Diario que, como el francés en que se inspiraba, prescindía en absoluto de la fotografía, tuvo como únicas ilustraciones, y en distintas épocas, los dibujos de Hermenegildo Sábat, Daniel Melgarejo, Dante Bertini y Patricio Bisso. Como excepción a esta regla, luego del alejamiento de Hermenegildo Sábat, el suplemento cultural fue ilustrado en 1972 con fotografías de Miguel Ángel Otero.
Perón llegó a recomendarle a Rolando Lagomarsino, su exministro de Industria, que leyera La Opinión, el diario más leído y mejor informado, según el general, en ese momento, en Buenos Aires.
En junio de 1972, estallaron dos bombas: una en la redacción y la otra en la puerta de la casa de Timerman.
Se mantuvo en funcionamiento 6 años, ya que en 1977 fue clausurado y expropiado durante el autodenominado Proceso de Reorganización Nacional que encabezaron jefes militares tras quebrar el orden legal y constitucional del país.
En ese mismo 1977, Timerman, director del diario, fue secuestrado por un grupo paramilitar dependiente del coronel Ramón Camps y estuvo preso dos años y medio. Tras el secuestro de Timerman y posterior expropiación, la dictadura de Videla publicó el diario hasta 1981, con el mismo nombre pero una línea editorial totalmente distinta, bajo la dirección del general José Teófilo Goyret. A partir de 1979, el diario cambió también su fisonomía, incluyendo fotografías y una nueva diagramación.
Su altísimo nivel de periodistas experimentados y de opinión en las noticias, convirtió al diario en un éxito de ventas.

## Colaboradores
El diseño original estuvo a cargo del mismo Timerman, pero el armado de la Redacción estuvo a cargo Horacio Verbitsky.
Por allí pasaron las figuras distinguidas del ámbito cultural argentino de la época.
Colaboraron escritores, poetas, dibujantes y periodistas de la talla de Juan Gelman, Miguel Bonasso, Carlos Ulanovsky, Tomás Eloy Martínez, Ernesto Sabato, Pompeyo Camps, Abrasha Rotenberg, Felisa Pinto, Tununa Mercado, Aída Bortnik, Osvaldo Soriano, Rodolfo Terragno, Hugo Beccacece, Ricardo Halac, Enrique Raab, Hermenegildo Sábat, Roberto Cossa, Victoria Walsh, María Esther Gilio, Raúl Vera Ocampo, Gerardo Fernández, José Agustín Mahieu, Hugo Gambini, Miguel Briante, Moira Soto, Pablo Urbanyi, Luis Aubele, Bernardo Verbitsky, Alicia Dujovne Ortiz, Luis Felipe Sapag, Máximo Simpson, Santiago Jorge Pérez Gaudio, Emilio Lafferranderie (EL Veco) y otros.
El escritor y dramaturgo Mario Diament fue jefe de Redacción tras desempeñarse en la sección internacional.
El acento se ponía en brindar al lector información contextualizada y jerarquizada con un alto nivel de interpretación, por eso Timerman buscó a quienes consideraba los mejores periodistas interpretadores de su época: El jefe de Política era Horacio Verbitsky y el jefe de Cultura era Juan Gelman, cuyo segundo era Paco Urondo, el jefe de Economía era Jorge Riaboi. El diario publicó una lista de detenidos a disposición del Poder Ejecutivo Nacional y publicaba denuncias de violaciones a los derechos humanos por parte del estado.
Los periodistas ganaban más que los que trabajaban en otros diarios, podían escribir lo que quisieran y les permitían firmar las notas con sus nombres, lo que los convertía en seres especiales y envidiados por sus colegas de otros diarios.